# Lucrinus
Lucrinus là một chi nhện trong họ Linyphiidae.